# Teorema de Hahn–Banach
En matemáticas, el teorema de Hahn–Banach es una herramienta importante en análisis funcional. Permite extender cualquier funcional lineal acotada definido en un subespacio vectorial al espacio vectorial que lo contiene. Debe su nombre a Hans Hahn y Stefan Banach quienes probaron este teorema independientemente en la década de 1920.
El teorema aparece en la literatura en formas diversas, tanto analíticas como geométricas.

## El teorema de Hahn-Banach (forma analítica)
Un funcional sublineal en un espacio vectorial {\displaystyle V} sobre un cuerpo {\displaystyle \mathbb {K} } (que puede ser los números reales {\displaystyle \mathbb {R} } o complejos {\displaystyle \mathbb {C} }) es una función {\displaystyle p\colon V\rightarrow \mathbb {R} } que verifica: 
{\displaystyle p(ax+by)\leq |a|p(x)+|b|p(y)\qquad \forall x,y\in V\quad \forall a,b\in \mathbb {K} .}
Ejemplos de funcionales sublineales son cualquier norma vectorial y seminorma.
Entonces la forma analítica del teorema de Hahn–Banach establece que si {\displaystyle p\colon V\rightarrow \mathbb {K} } es un funcional sublineal, y {\displaystyle f\colon S\rightarrow \mathbb {K} } es un funcional lineal definido en un subespacio vectorial {\displaystyle S} de {\displaystyle V} que está acotado por {\displaystyle p} sobre {\displaystyle S} i.e..
{\displaystyle |f(x)|\leq p(x)\qquad \forall x\in S}
entonces existe una extensión lineal {\displaystyle {\hat {f}}:V\rightarrow \mathbb {K} } de f a todo el espacio {\displaystyle V} i.e. existe un funcional lineal {\displaystyle {\hat {f}}} tal que 
{\displaystyle {\hat {f}}(x)=f(x)\qquad \forall x\in S}
y
{\displaystyle |{\hat {f}}(x)|\leq p(x)\qquad \forall x\in V.}
La extensión {\displaystyle {\hat {f}}} no es en general única y la demostración, que utiliza el lema de Zorn, no da ningún método para encontrar {\displaystyle {\hat {f}}}.

## Consecuencias
El teorema tiene numerosas consecuencias, que a veces se llaman también "teorema de Hahn-Banach":
- Hahn-Banach para espacios normados. Cualquier funcional lineal continuo f definido en un subespacio de un espacio vectorial normado tiene una extensión continua {\displaystyle {\hat {f}}} a todo el espacio tal que el funcional y su extensión tienen la misma norma.
- Hahn-Banach (primera forma geométrica). Sean A y B dos subconjuntos convexos, no vacíos y disjuntos de un espacio vectorial normado sobre {\displaystyle \scriptstyle \mathbb {R} }, siendo al menos uno de los dos subconjuntos abierto. Entonces existe un hiperplano cerrado que separa A y B en sentido amplio.
- Hahn-Banach (segunda forma geométrica). Sean A y B dos subconjuntos convexos, no vacíos y disjuntos de un espacio vectorial normado sobre {\displaystyle \scriptstyle \mathbb {R} }, siendo al menos uno de los dos subconjuntos cerrado y el otro compacto. Entonces existe un hiperplano cerrado que separa A y B en sentido estricto.